# Уитлендеры

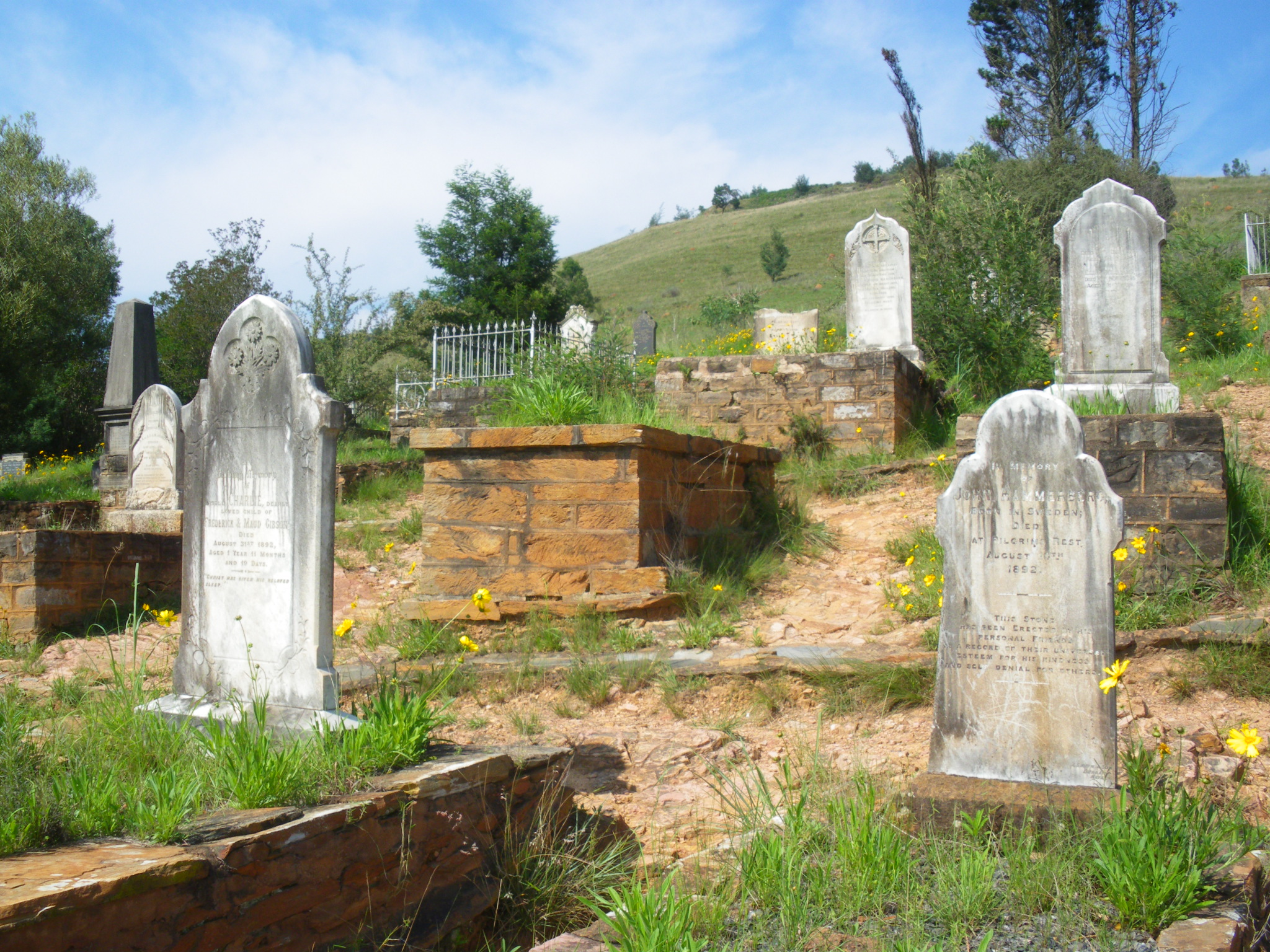
Старое кладбище уитлендеров в бывшем шахтёрском поселке Пилгримс Рест, Мпумаланга

Уитле́ндеры (также — ойтле́ндеры, ойтла́ндеры) (африк. uitlander — чужеземец, пришелец, неафриканер, т. е. лицо неголландского происхождения) — в узком смысле, наименование европейских, главным образом английских, реже американских, шахтёров, прибывших в Южную Африку для работы на приисках крупнейшего месторождения золота на Витватерсранде в Трансваале. В широком смысле, обозначение переселенцев 1870—1890-х годов в южноафриканские (бурские) республики Оранжевое свободное государство (1854) и Трансвааль (1856), где их доля со временем составила до трёх четвертей белого населения. Их экономическое положение и введённые ограничения, выразившиеся в лишении избирательного права и обложение высокими налогами, были использованы для оправдания рейда Джеймсона (Jameson raid) (1895—1896), заговора в Южной Африке с целью свержения президента Трансвааля Пауля Крюгера (Paul Kruger), и оказались одним из решающих факторов начала Второй англо-бурской войны (1899—1902).

## История вопроса
Богатейшие месторождения золота на Витватерсранде были открыты в 1886 году, и в течение десяти лет количество уитлендеров вдвое превысило число коренных трансваальцев — 60 тыс. уитлендеров против 30 тыс. бюргеров. Эти рабочие были преимущественно сосредоточены в окрестностях Йоханнесбурга.
Правительство Трансвааля при президенте Пауле Крюгере опасалось, что этот массированный приток переселенцев может осложнить положение независимого Трансвааля, так как уитлендеры были в основном британского происхождения. Предоставление им избирательных прав в условиях увеличения колониальной мощи империи в Южной Африке неизбежно привело бы к утрате власти в Трансваале в пользу Великобритании, превратив его в колонию. Соответственно, в 1890 году правительство Трансвааля отказало в предоставлении права голоса и гражданства всем уитлендерам, прожившим в стране менее 14 лет и старше 40 лет. Фактически это привело к тому, что уитлендеры в стране были бесправны и не играли никакой политической роли. Такая политика, в сочетании с высоким налогообложением, коррумпированным и неэффективным управлением, способствовала росту недовольства, приведшему к событиям, известным как «рейд Джеймсона» в 1895 году.
Начиная с 1897 года Верховный комиссар Южной Африки сэр Альфред Милнер и Государственный секретарь по делам колоний Джозеф Чемберлен использовали ущемление прав уитлендеров как основной аргумент в борьбе с Трансваалем. Они поддерживали требования уитлендеров и поощряли агитацию, содержащую завуалированную угрозу войны с правительством Крюгера. В итоге британская настойчивость и неуступчивость Крюгера привели к началу Второй англо-бурской войны в 1899 году.
После поражения в 1902 году Трансвааль стал британской колонией. Все жители Трансвааля стали британскими подданными, и термин «уитлендеры» вышел из употребления.